# 海老江里勝
海老江 里勝（えびえ さとかつ）は、戦国時代から江戸時代前期にかけての武将。今川氏、後に井伊氏の家臣。

## 生涯
天文20年（1551年）、海老江元行の子として誕生。
海老江氏は駿河国出身。海老江弥三郎として今川氏（今川氏真）に仕え、氏真衆の側近として朝比奈泰勝と共に従っていた。しかし親の跡目相続が充分に認められなかったため今川氏を離れ、天正12年（1584年）に遠江国横須賀城主・大須賀忠政に奉公した。なお、天正5年（1577年）3月1日付けで氏真から海老江に暇を与えられたことを示す書状が残されているが、この書状に関しては今川氏真が牧野城主を解任されて浜松城に召還されたために海老江にも暇が出されたとする解釈と海老江が家康の直臣に取り立てられて浜松城に召還されることになったために暇が出されたとする解釈がある。
のちに徳川家康の直臣となり、小牧・長久手の戦いから九戸政実の乱まで出兵し、井伊直政の高崎在城時に彦根藩井伊家へ仕えた。
その後、井伊直政より十文字鎚を拝領し、関ヶ原の戦い・大坂冬・夏の陣に出陣、足軽大将を務めた。領地高は、合戦での活躍ごとに加増され最終的には1500石を拝領している。直政に仕えて以来、海老江家は代々井伊家に奉公し彦根藩士となる。
寛永9年（1632年）には、軍制上の役職として旗奉行となり、家臣の格としては中老格となった。
寛永10年（1633年）、死去。享年82。